# Roxy Music
Roxy Music — британський артрок гурт заснований в листопаді 1970 року з ініціативи Браяна Феррі (Bryan Ferry), 26.09.1945, Вашингтон, Велика Британія — вокал, клавішні. До складу гурту також ввійшли: Браян Іно (Brian Eno), 15.05.1948, Вудбридж, Велика Британія — клавішні, спеціальні звукові ефекти; Енді Мекей (Andy Маскау), 23.07.1946, Лоствайтл, Велика Британія — саксофон, Грейм Сімпсон (Graham Simpson) — бас; Роджер Банн (Roger Bunn) — гітара та Декстер Ллойд (Dexter Lloyd) — ударні.

## Історія гурту

### 1971
Дебютував гурт у листопаді 1971 року, виступаючи з концертами у «Reading University» та лондонській «Tate Gallery». Наприкінці того ж року Банн залишив гурт і його місце спочатку зайняв Дейвід О'Ліст (O'List) з The Nice, а остаточно — Філ Манзенера (Phil Manzanera), повне ім'я якого Філіп Таргетт-Адамс Манзенера (Philip Targett-Adams Manzanera), 31.01.1951. Лондон, Велика Британія. Також у цей період на початку 1972 року Ллойда замінив Пол Томпсон (Paul Thompson), 13.05.1951, Джарроу, Велика Британія.

### 1972
Цим більш-менш стабільним складом гурт у січні 1972 року запропонувала перший лонгплей «Roxy Music», записаний для фірми «Island». Альбом представляв музичний колаж, в якому поєднувались чарівний вокал Феррі на зразок 1950-х років з ритмами та електронікою двох наступних десятиріч. Новаторська обкладинка альбому була наслідком художнього досвіду Феррі та Іно, а візуальний імідж гурту (від зачісок як у Елвіса до космічних курток з люрексу) підкреслював його свідому стилістичну балаганність. Рецензії на цей альбом, у яких захоплення межувало з екстазом, визнали Roxy Music безпрецедентним явищем в історії рок-музики. Композиції Феррі характеризувала літературна двозначність, а заразом стихійність, що поєднувала романтизм з гіркою іронією. Класичним прикладом цього був твір «If There Was Something». Виданий разом з альбомом сингл «Virginia Plain» пропонував характерне для Феррі захоплення кінематографом та сюрреалізмом. Цей твір одразу потрапив до британського Тор 5 і нині вважається класичним.

| Це була перша для усіх нас робота, так що діяли ми спільно, по два-три пісенні нариси вкидаючи в кожну композицію. Багато що в цьому альбомі невдало, передусім, мій спів, тому що у той час свого власного стилю виконання у мене ще не було. Але загальне звучання мені подобається. Гобой Енді Мекея прозвучав дуже свіжо для рок-н-ролу; окрім того Іно експериментував з кожним звуком, так або інакше його спотворюючи. І ще у альбому була чудова обкладинка, що започаткувала цілу серію. Я не хотів, щоб на ній були учасники групи : потрібна була екзотична, яскрава модель. Автором фотографії був Карл Стокер, дуже приваблива молода людина, яка потім одружилася на дочці Еррола Флінна. |
Влітку 1972 року гурт залишив Сімпсон, якого багато разів потім заміняли інші басисти: Рік Кентон (Rick Kenton) (1972), Джон Портер (John Porter) (1973), Сел Мейда (Sal Maida) (1973 та 1974), Джон Густафсон (John Gustafson) (1973—1975), Джон Веттон (John Wetton) (1974) та Рік Віллс (Rick Wilts) (1975 та 1976). Спроби пробитися на американський ринок у цей період завершились невдачею, проте черговий сингл «Pyjamarama» потрапив до британського Тор 10.

### 1973
Альбом «For Your Pleasure», записаний у співпраці з продюсером Крісом Томасом, підтвердив високий клас гурту. Твір «Do The Stand» з солом Мекея на електросаксофоні доводив вміння Roxy Music виконувати рок-музику. Іншими вдалими композиціями цього альбому були «Beauty Queen» та «Editions of You», а особливо «In Every Dream Home A Heartache» — дифірамб на честь гумової ляльки.
21 червня 1973 року гурт залишив Браян Іно, який довгий час змагався з Феррі за лідерство у Roxy Music. Його наступником став Едді Джобсон (Eddie Jobson), 28.04.1955, Біллінгхем, Велика Британія — скрипаль з формації Curved Air, який від початку прийняв роль ангажованого до складу професійного інструменталіста. Не залишаючи діяльність у Roxy Music, Браян Феррі водночас дебютував як соліст, запропонувавши 1973 року лонгплей «These Foolich Things», який складався з творів виключно інших авторів. Незабаром він разом з гуртом вирушив у гастрольне турне, яке робило промоцію нового, також вдалого альбому «Stranded». На синглі промоцію складав твір «Street Life» з текстом, що висловлював неоднозначне відчуття перед міською цивілізацією. Подібні настрої домінували в оповідальному творі «A Song For Europe» з мелодією, що спиралась на пісню Джорджа Харрісона «Still My Guitar Gently Weeps». Однак найцікавішим твором альбому була композиція Феррі — «Mother Of Pearl», у якій автор блукав у ролі платної партнерки для танців власним макрокосмосом, заповненим пластмасовими богинями та живими манекенами.

### 1974
Паралельно з другим сольним альбомом «Another Time, Another Place» Феррі записав з гуртом четвертий лонгплей «Country Life». З цієї стилістичнонеоднорідної платівки походили, наприклад, витриманий у спокійному темпі сингл-твір «All І Want Is You», агресивно роковий «The Thrill Of It All» та «Triptych», що спирався на екзотичне звучання. Обкладинка альбому, на якому було зображено дві оголені дівчини, у США вилучили з продажу, а супроводжуючий ці обмеження скандал обіцяв успіх у двох американських турне. Однак надії на переповнені фанами стадіони виявились марними.

### 1975
В Америці черговий лонгплей «Siren» спіткала артистична та комерційна невдача, хоча до нього й входив цікавий сингл «Life Is A Drug». Однак популярність здобув твір «Both Ends Burning», на якому лідер вміло використав свою вокальну експресію у дискотечних ритмах.

### 1976—1979
У червні 1976 року музиканти вирішили завершити спільну діяльність і з різним успіхом зайнялись сольними проектами. Проте 1979 року Феррі, Мекей, Манзенера і Томпсон у складі Roxy Music нагадали про себе альбомом «Manifesto». Ця платівка була сприйнята неоднозначно, незважаючи на два вдалі хіт-сингли «Dance Away» та «Angel Eyes», що походили з неї.

### 1980
Черговий лонгплей «Flesh & Blood» характеризувало цікаве аранжування (особливо у новаторських версіях творів «In The Midnight Hour» Вілсона Пікетта та «Eight Miles High» гурту The Byrds). Популярністю також користувалися два британські сингли: «Over You» та «Oh Year (On The Radio)».

### 1981—1983
1981 року Roxy Music нарешті потрапили на вершину британського Тор 20 разом з твором Джона Леннона «Jealous Guy». Наступного року альбом «Avalon» став бестселером, який сприйняли з великим ентузіазмом багато критиків. Проте після появи цієї платівки гурт знову припинив свою діяльність.
Багатий доробок гурту завдяки своїй стилістичній різноманітності мав (і має) великий вплив на багатьох експериментаторів у поп- та рок-музиці.

## Учасники гурту

### Поточний склад
- Браян Феррі — вокал, клавішні  (1971—1976, 1979—1983, 2001 — наші дні)
- Енді Мекей — саксофон, гобой  (1971—1976, 1979—1983, 2001 — наші дні)
- Філ Манзанера — гітара  (1972—1976, 1979—1983, 2001 — наші дні)
- Пол Томпсон — ударні  (1971—1976, 1979—1980, 2001 — наші дні)

### Колишні учасники
- Грем Сімпсон — бас-гітара  (1971—1972)
- Роджер Банн — гітара  (1972)
- Декстер Флойд — ударні  (1972)
- Браян Іно — синтезатор  (1972—1973)
- Девід О'Ліст — соло-гітара  (1971—1972)
- Джон Портер — бас-гітара  (1973)
- Пітер Пол — бас-гітара  (1972)
- Рик Кентон — бас-гітара  (1972—1973)
- Сол Майда — бас-гітара  (1973—1974)
- Едді Джобсон — синтезатор, скрипка  (1973—1976)
- Джон Густафсон — бас-гітара  (1973—1974)
- Джон Веттон — бас-гітара  (1974—1976)
- Рік Віллс — бас-гітара  (1976)
- Пол Каррак — клавішні  (1978—1981)
- Алан Спеннер — бас-гітара  (1978—1983)
- Гері Тіббс — бас-гітара  (1978—1981)
- Енді Ньюмарк — ударні  (1980—1983)
- Ніл Габбард — гітара  (1980—1983)

## Дискографія

### Студійні альбоми
- 1972: Roxy Music
- 1973: For Your Pleasure
- 1973: Stranded
- 1974: Country Life
- 1975: Siren
- 1979: Manifesto
- 1980: Flesh + Blood
- 1982: Avalon